# Halkosaari (ö i Norra Karelen, Mellersta Karelen, lat 61,87, long 29,90)
Halkosaari är en ö i Finland. Den ligger i sjön Pyhäjärvi och i kommunen Kides i den ekonomiska regionen  Mellersta Karelens ekonomiska region  och landskapet Norra Karelen, i den sydöstra delen av landet, 300 km nordost om huvudstaden Helsingfors. Öns area är 2,5 hektar och dess största längd är 220 meter i sydväst-nordöstlig riktning.